# Tứ giác Long Xuyên
Tứ giác Long Xuyên là một vùng đất hình tứ giác thuộc Vùng đồng bằng sông Cửu Long nằm trên địa phận ba tỉnh thành Kiên Giang, An Giang và Cần Thơ. Bốn cạnh của tứ giác Long Xuyên là biên giới Việt Nam - Campuchia, vịnh Thái Lan, kênh Cái Sắn và sông Bassac (sông Hậu). Bốn đỉnh góc của tứ giác này ứng với bốn thành phố: Châu Đốc, Long Xuyên, Rạch Giá và Hà Tiên.
Vùng Tứ giác Long Xuyên có diện tích tự nhiên khoảng 489.000 hecta. tổng diện tích tự nhiên của tứ giác Long Xuyên là 498.141 hecta (An Giang 245.084 hecta, Kiên Giang 238.057 hecta, TP. Cần Thơ 15.000 hecta, còn lại thuộc tỉnh Hậu Giang)
Những năm 1988 - 1989, các tỉnh đã mở bước đột phá khai thác tiềm năng vùng đất hoang hóa, nhiễm phèn nặng, ít người lui tới này.